# 아사기리고원

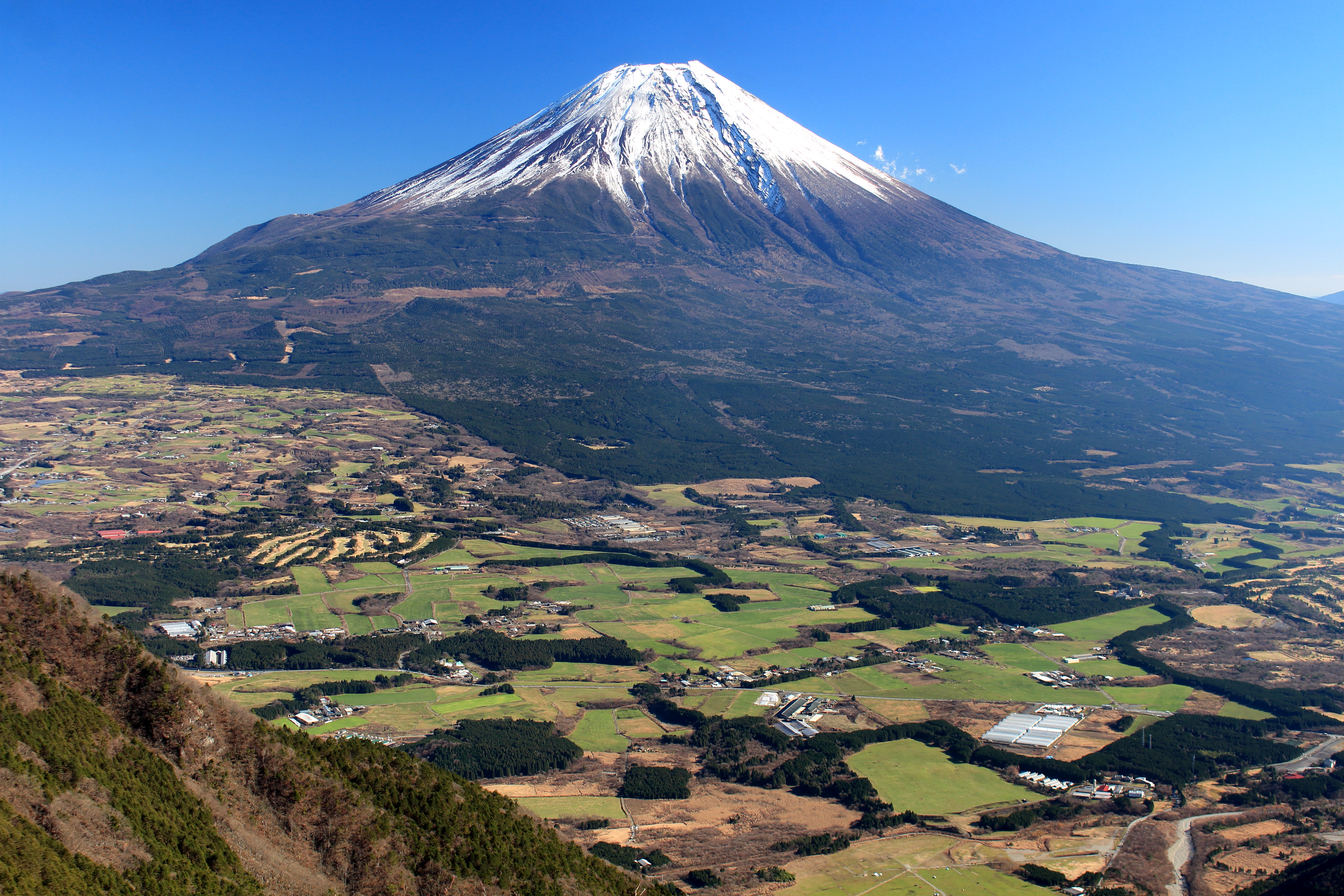
게나시산에서 바라본 아사기리고원과 후지산

아사기리고원(朝霧高原)은 일본 시즈오카현 후지노미야시 북부 후지산 서기슭의 해발 700~1,000 m에 펼쳐진 고원이다. 후지하코네이즈 국립공원으로 지정되어 있다. 후지산 관광으로 유명하며, 광대한 토지 전역에서 후지산을 바라볼 수 있다.